# 阿尔滕施塔特 (施瓦本行政区)
阿尔滕施塔特（德语：Altenstadt）是德国巴伐利亚州施瓦本行政区 新乌尔姆县的一个市镇。
该市位于施瓦本中部的伊勒河谷，乌尔姆以南大约 30 公里 , 梅明根以北25公里。